# Caye Sable
Caye Sable (Haićanski kreolski: Cay Sab) je mali pješčani otok u Haitiju smješten u općini Anse-à-Galets, oko 50 km zapadno od Port-au-Princea. Poznat je po tome što je najgušće naseljen otok na svijetu, s oko 250-300 ljudi koji dijele površinu od 0.16 ha u oko 75 kuća.
Do otoka se može doći malim čamcima iz sela Petite Anse na krajnjem jugu otoka Gonâve. Na otoku nema izvora pitke vode.